# Långbromyrtjärnen
Långbromyrtjärnen är en sjö i Falu kommun i Dalarna och ingår i Dalälvens huvudavrinningsområde. Sjöns area är 0,011 kvadratkilometer och den befinner sig 288 meter över havet.